# Габріель Луна
Гебріель Айзек Луна (англ. Gabriel Isaac Luna; нар. 5 грудня 1982, Остін, Техас, США) — американо-мексиканський актор. Найбільш відомий за роллю Роббі Рейес/Примарного гонщика в телесеріалі «Агенти Щ.И.Т.», роллю Тоні Браво в телесеріалі «Матадор», а також за роллю детектива Пако Контрераса в телесеріалі «Зле місто». Він знявся в таких фільмах, як «Берні» (2011), «Все, що у мене є» (2015), «Соус» (2015), «Транс-Пекос» (2016) і «Термінатор: Фатум» (2019).

## Біографія
Гебріель Луна народився в Остіні, штат Техас, в родині Дебори Енн (уроджена Перес) і Гебріель Лопеса Луна (1962-1982), обидва родом з Мексики. Його батько помер у віці 20 років, за три місяці до народження Гебріеля, тому він був вихований матір'ю. Луна навчався в університеті Святого Едварда, де грав в театрі. Він дебютував на сцені в ролі Ромео Монтеккі в постановці Вільяма Шекспіра «Ромео і Джульєтта».

## Кар'єра
Луна дебютував на екрані в ролі Крістофера Ростроповича в драматичному фільмі «Fall to Grace», прем'єра якого відбулася в березні 2005 року. У 2008 році зіграв невелику роль в телесеріалі «Втеча з в'язниці».
Луна є одним із засновників театральної компанії «Paper Chairs» в Остіні. Він зіграв у таких постановках як «Чорний сніг» (2009), де виконав роль Сергія Максудова, «Орест» (2009) та «Ендшпіль» (2010) в ролі Клові. За ці три вистави він виграв премію «Austin Critics» в категорії «Кращий ведучий актор» у 2010 році.
У 2010 році Луна отримав головну роль Нейта Хітчінса в драматичному фільмі «Dance with the One». Наступного року він знявся в чорній комедії «Берні», де зіграв другорядну роль. Пізніше він отримав невеликі ролі в телесеріалах «Контакт» (2013) і «Морська поліція: Лос-Анджелес» (2013).
У 2014 році він отримав головну роль в телесеріалі «Матадор», який був закритий після одного сезону. Того ж року Луна знявся в спортивній комедії «Випускники», прем'єра якого відбулася на кінофестивалі Трайбека в квітні 2014 року. 
У 2015 році він приєднався до акторського складу другого сезону телесеріала «Справжній детектив», де зіграв роль Мігеля Гілбі, колишнього побратима персонажа Тейлора Кітча. Того ж року він знявся в драматичному фільмі «Все, що у мене є», де зіграв разом з Джуліанной Мур і Елліот Пейдж. Потім Луна був обраний на роль Гектора в телесеріалі «Соус», режисером якого став Джеймс Роде. Того ж року він приєднався до акторського складу кримінальної драми каналу ABC «Зле місто» в ролі детектива Пако Контрераса, який розшукує серійного вбивцю в Сансет-Стріп. Телесеріал був закритий після виходу третього епізоду, решта п'ять серій були показані на каналі Hulu.
У 2016 році знявся в ролі прикордонника Ленса Флореса в трилері «Транс-Пекос», спільно з Кліфтоном Коллинзом-молодшим і Джонні Сіммонс. Потім він зіграв роль Едді Хашан в мінісеріалі Discovery Channel «Харлі і брати Девідсон». У липні того ж року було оголошено, що Гебріель приєднався до акторського складу четвертого сезону телесеріалу «Агенти Щ.И.Т.» в ролі Роббі Рейеса/Примарного гонщика.
У 2019 він знявся у фільмі «Хала», де зіграв містера Лоуренса. Того ж року Гебріель з'явився у фільмі «Термінатор: Фатум», де виконав роль Термінатора Rev-9.
У квітні 2021 року стало відомо, що актор затверджений на роль Томмі Міллера в майбутній екранізації гри «The Last of Us» від HBO.

## Особисте життя
20 лютого 2011 одружився з румунською акторкою Смаранде Луна (до шлюбу Чіче). Пара проживає в Лос-Анджелесі, штат Каліфорнія.

## Фільмографія

### Фільми
| Рік  |   | Українська назва  | Оригінальна назва     | Роль                  |
| ---- | - | ----------------- | --------------------- | --------------------- |
| 2005 | ф |                   | Fall to Grace         | Крістофер Ростропович |
| 2010 | ф |                   | Dance with the One    | Нейт Хітчінс          |
| 2011 | ф | Берні             | Bernie                | Кевін                 |
| 2012 | ф |                   | Spring Eddy           | Едді                  |
| 2014 | ф |                   | Balls Out             | Вінні                 |
| 2015 | ф | Все, що у мене є  | Freeheld              | детектив Кесада       |
| 2015 | ф |                   | Gravy                 | Гектор                |
| 2016 | ф |                   | Transpecos            | Ленс Флорес           |
| 2019 | ф |                   | Hala                  | містер Лоуренс        |
| 2019 | ф | Термінатор: Фатум | Terminator: Dark Fate | Термінатор Rev-9      |

### Телебачення
| Рік       |    | Українська назва              | Оригінальна назва      | Роль                                                        |
| --------- | -- | ----------------------------- | ---------------------- | ----------------------------------------------------------- |
| 2008      | с  | Втеча з в'язниці              | Prison Break           | Едуардо (Епізод: "Dirt Nap")                                |
| 2010      | тф | Темпл Грандін                 | Temple Grandin         | студент Віт                                                 |
| 2013      | с  | Контакт                       | Touch                  | Тед (Епізод: "Ghosts")                                      |
| 2013      | с  | Морська поліція: Лос-Анджелес | NCIS: Los Angeles      | студент (Епізод: "Descent")                                 |
| 2014      | с  |                               | Matador                | Тоні Браво (13 епізодів)                                    |
| 2015      | с  | Справжній детектив            | True Detective         | Мігель Гліб (3 епізоди)                                     |
| 2015      | с  |                               | Wicked City            | Пако Контрерас (8 епізодів)                                 |
| 2016—2017 | с  | Агенти Щ.И.Т.                 | Agents of S.H.I.E.L.D. | Роббі Рейес / Примарний вершник (10 епізодів)               |
| 2016      | с  | Розвуд                        | Rosewood               | Едді Лунез (Епізод: "Eddie & the Empire State of Mind")     |
| 2022      | мс | Любов, смерть і роботи        | Love, Death & Robots   | сержант Нільсен (Епізод: "Kill Team Kill")                  |
| 2023      | с  | Останні з нас                 | The Last of Us         | Томмі (2 епізоди)                                           |
| 2023      | с  | ФУБАР                         | FUBAR                  | Боро (8 епізодів)                                           |
| 2024      | с  | Секретний рівень              | Secret Level           | Король Зіма (Епізод: "New World: The Once and Future King") |